# Juliette Heuzey
Juliette Heuzey est une femme de lettres française, née en 1865 au Havre et morte en 1952 à Bernay.
Outre des romans populaires, elle a écrit Dieu premier servi. Georges Goyau : sa vie et son œuvre à la mémoire de son mari, l'académicien Georges Goyau.
Ses livres sont signés « Jules-Philippe Heuzey », « Juliette Heuzey-Goyau » ou « J.Ph. Heuzey ».
Juliette Heuzey est inhumée au cimetière du Père-Lachaise (44e division).